# Brian Pintado
Brian Pintado (ur. 29 lipca 1995 w Cuenca) – ekwadorski lekkoatleta specjalizujący się w chodzie sportowym.
W 2011 zajął 10. miejsce na mistrzostwach świata juniorów młodszych w Lille Metropole. Srebrny medalista mistrzostw Ameryki Południowej juniorów (2013). W tym samym roku został wicemistrzem obu Ameryk juniorów. Czwarty zawodnik czempionatu Ameryki Południowej w 2015.
Medalista mistrzostw Ekwadoru w różnych kategoriach wiekowych i reprezentant kraju na pucharze świata i drużynowych mistrzostwach świata w chodzie. Podczas mistrzostw świata w Budapeszcie 24 sierpnia 2023 zdobył srebrny medal w chodzie na 35 km.
Rekordy życiowe: chód na 20 kilometrów – 1:17:54 (18 maja 2024, A Coruña); chód na 35 kilometrów – 2:24:34 (24 sierpnia 2023, Budapeszt) rekord Ameryki Południowej, 10. wynik w historii światowej lekkoatletyki.

## Osiągnięcia
| Rok  | Impreza                                   | Miejsce         | Konkurencja                 | Pozycja     | Wynik    |
| ---- | ----------------------------------------- | --------------- | --------------------------- | ----------- | -------- |
| 2011 | Panamerykański puchar w chodzie           | Envigado        | chód na 10 km (juniorów)    | 6. miejsce  | 43:40    |
| 2011 | Mistrzostwa świata juniorów młodszych     | Lille Metropole | chód na 10 000 m            | 10. miejsce | 42:44,02 |
| 2012 | Puchar świata w chodzie                   | Sarańsk         | chód na 10 km (juniorów)    | 13. miejsce | 43:09    |
| 2012 | Mistrzostwa świata juniorów               | Barcelona       | chód na 10 000 m            | 31. miejsce | 45:13,84 |
| 2013 | Panamerykański puchar w chodzie           | Gwatemala       | chód na 10 km (juniorów)    | 4. miejsce  | 41:35    |
| 2013 | Mistrzostwa panamerykańskie juniorów      | Medellín        | chód na 10 000 m            | 2. miejsce  | 41:21,97 |
| 2013 | Mistrzostwa Ameryki Południowej juniorów  | Resistencia     | chód na 10 000 m            | 2. miejsce  | 42:02,20 |
| 2014 | Puchar świata w chodzie                   | Taicang         | chód na 10 km (juniorów)    | –           | DQ       |
| 2014 | Mistrzostwa świata juniorów               | Eugene          | chód na 10 000 m            | –           | DQ       |
| 2015 | Mistrzostwa Ameryki Południowej           | Lima            | chód na 20 000 m            | 4. miejsce  | 1:25:25  |
| 2016 | Drużynowe mistrzostwa świata w chodzie    | Rzym            | chód na 20 km               | 24. miejsce | 1:21:49  |
| 2016 | Igrzyska olimpijskie                      | Rio de Janeiro  | chód na 20 km               | 37. miejsce | 1:23:44  |
| 2017 | Mistrzostwa świata                        | Londyn          | chód na 20 km               | 18. miejsce | 1:21:17  |
| 2019 | Mistrzostwa świata                        | Doha            | chód na 20 km               | 23. miejsce | 1:33:48  |
| 2019 | Igrzyska panamerykańskie                  | Lima            | chód na 20 km               | 1. miejsce  | 1:21:51  |
| 2021 | Igrzyska olimpijskie                      | Tokio           | chód na 20 km               | 12. miejsce | 1:22:54  |
| 2022 | Mistrzostwa Ameryki Południowej w chodzie | Lima            | chód na 20 km               | –           | DNF      |
| 2022 | Drużynowe mistrzostwa świata w chodzie    | Maskat          | chód na 20 km               | 4. miejsce  | 1:24:35  |
| 2022 | Mistrzostwa ibero-amerykańskie            | La Nucia        | chód na 10 000 m            | 5. miejsce  | 41:16,60 |
| 2022 | Mistrzostwa świata                        | Eugene          | chód na 20 km               | 5. miejsce  | 1:19:34  |
| 2022 | Mistrzostwa świata                        | Eugene          | chód na 35 km               | 4. miejsce  | 2:24:37  |
| 2022 | Igrzyska Ameryki Południowej              | Asunción        | chód na 20 km               | 1. miejsce  | 1:19:43  |
| 2023 | Mistrzostwa świata                        | Budapeszt       | chód na 20 km               | 7. miejsce  | 1:18:26  |
| 2023 | Mistrzostwa świata                        | Budapeszt       | chód na 35 km               | 2. miejsce  | 2:24:34  |
| 2023 | Igrzyska panamerykańskie                  | Santiago        | chód na 20 km               | –           | DNF      |
| 2023 | Igrzyska panamerykańskie                  | Santiago        | sztafeta mieszana w chodzie | 1. miejsce  | 2:56:39  |
| 2024 | Drużynowe mistrzostwa świata w chodzie    | Antalya         | chód na 20 km               | –           | DQ       |
| 2024 | Igrzyska olimpijskie                      | Paryż           | chód na 20 km               | 1. miejsce  | 1:18:55  |
| 2024 | Igrzyska olimpijskie                      | Paryż           | sztafeta mieszana w chodzie | 2. miejsce  | 2:51:22  |